# Прекомерна акомодација
Прекомерна акомодација или вишак акомодације (ПА) ока настаје када појединац користи више од нормалне акомодације (фокусирања на блиске предмете) за обављање одређеног рада на близини. Акомодативни вишак се традиционално дефинише као акомодација која је упорно већа од очекиваног за старост пацијента. Модерне дефиниције то једноставно сматрају немогућношћу да се лако опусти смештај. Прекомерна акомодација се такође види у вези са прекомерном конвергенцијом.
Људско око може да види било који објекат постављен на променљивој удаљености од њега мењајући његову структуру (променом предње површине сочива). Ова појава се назива акомодација. Акомодативна дисфункција је чест поремећај вида међу педијатријском популацијом са или без поремећаја вида и бинокуларне дисфункције. Акомодативна дисфункција је или акомодативна инсуфицијенција или акомодативна дисфункција.

## Основне информације
Прекомерна акомодација (ПА) може се дефинисати као стање када субјект користи више напора или снаге акомодације него што је потребно за стимулус на одређеној удаљености или не може да релаксира акомодацију.
Спазам акомодације или акомодативни спазам (АС) се дефинише као „продужена контракција цилијарног мишића, која најчешће узрокује псеудомиопију различитог степена на оба ока држећи сочиво у стању кратковидости. Он може бити последица различитих фактора, укључујући:
- Локалне лекове (парасимпатомиметици, холинергички лекови укључујући пилокарпин),[5]
- Миастенија гравис
- Психолошки фактори (укључујући анксиозност),[6]
- Након рефрактивних процедура, укључујући ласерски потпомогнуту ин ситу кератомилеузу (ЛАСИК) и фоторефрактивну кератектомију (ПРК),[7]
- Траума главе,[8]
- Поремећај употребе опиоида (ОУД),[9]
- Токсична реакција на лекове (сулфонамиди) и давање антипсихотика (халоперидол и бипериден).[10][11]

Прекомерна акомодација спада у спектар  поремећаја које карактерише замагљен вид на даљину, посебно након дужег рада у близини, и потешкоће при поновном фокусирању изблиза у даљину. У случају прекомерне акомодације (познате и као псеудомиопија), она се увек  манифестује у виду главобоља, бола у очима и астенопских симптом који су уобичајени у већини случајева.

## Епидемиологија
Различите студије су известиле о преваленцији акомодативне дисфункције у нестрабизматичним и непрезбиопским популацијама, али постоји неколико студија о преваленцији прекомерне акомодације. У студији међу студентима из Јужне Африке преваленција прекомерне акомодације била је 2,8% између 13 и 19 година старости.
У анкети међу студентима, 10,8% случајева имало је прекомерну акомодацију, док је 32,3% испитаника имало бинокуларну дисфункцију.
Друго истраживање о аномалијама бинокуларног вида у нестрабистичким популацијама (старости 7-17 година) у јужној Индији показало је да је 0,8% 'нестрабизматичких аномалија бинокуларног вида била прекомерна акомодација у сеоским школама.
Студија о поремећају употребе опиоида (ОУД) међу 80 мушкараца спроведена 2019. године у Ирану показала је да је преваленција прекомерне акомодације била 3,75%.

## Диференцијална дијагноза
Прекомерна акомодација се може погрешно дијагностиковати као миопија без циклоплегичне рефракције или обострана (билатерална) парализе шестог нерва.

## Терапија
Главни циљеви терапије је елиминација основног узрока (функционалног или органског) и побољшана визуелна хигијене, која је важна у случају функционалне етиологије ПА.
Опције лечења прекомерна акомодација могу бити: оптичка корекција, терапија вида, фармаколошка терапија и њихова комбинација.

### Оптичка корекција
Корекција рефракционе грешке са одговарајућим наочарима је прва ствар коју треба узети у обзир за терапију  прекомерна акомодација је некориговане грешке рефракције које могу изазвати акомодациони замор. Корекцију треба дати након циклоплегичне рефракције. Поред тога, рад у близини треба да буде ограничен на неко време.
Код прекомерне акомодације пацијенат није могао имати користи од додавања само плус сочива због ниске НРА и ниске МЕМ. Са додатном терапијом циклоплегије и предностима сочива за вид на близину. Треба дати максимално плус сочиво без сметњи вида.

### Терапија вида
Циљ терапије вида код акомодационог вишка има за циљ побољшање акомодативне амплитуде и побољшање акомодационих објеката. Уобичајене технике терапије вида које се користе за управљање прекомерном акомодацијом укључује акомодативно перо, Харт графикон, Рок графикон, компјутерску апликацију и кућне вежбе.
Циљ терапије вида је нормализација акомодативне амплитуде. Након тога следи повећање брзине одговора на акомодативну стимулацију. Коначно терапија вида се нормализује акомодативном терапијом и вергенс рефлексом и њиховим одржавањем.

### Фармаколошка терапија
Најефикаснија опција је употреба циклоплегичних лекова за опуштање спазма цилијарних мишића. 
Атропин 1% показује бољи резултат од других циклоплегичних лекова као што су хоматропин 2%, циклопентолат 1%  тропикамид 1%; који су повезани са очном нелагодом и проблемом са видом на близину.  Циклоплегичне капи за очи захтевају  смањење дозе након четири недеље од почетка или преласка на слабију циклоплегију.

## Прогноза
Најефикаснији третман је циклоплегија цилијарног мишића, терапија вида у ординацији и кућна терапија. Пацијенте са акомодативним вишком након успешног лечења треба пратити сваких шест месеци. Оне са наочарима треба пратити свака три до шест месеци.

## Компликације
Ако се прекомерна акомодација не лечи, то може довести до развоја акомодативне езотропије.